# Brigitte Böttrich
Brigitte Böttrich (* 1945 in Chemnitz) ist eine deutsche Schauspielerin, Synchron- und Hörspielsprecherin.

## Leben
Brigitte Böttrich absolvierte von 1969 bis 1971 ihre Ausbildung an der Schauspielschule Genzmer in Wiesbaden, wo sie am hiesigen Staatstheater und am Nationaltheater Mannheim in Festengagements auf der Bühne stand, wie in den Stücken Arsen und Spitzenhäubchen, Das Käthchen von Heilbronn oder Peer Gynt. Seit vielen Jahren ist sie zudem durch Auftritte in Film- und Fernsehproduktionen bekannt geworden, wie in Detlev Bucks Kinofilm Karniggels, dem DDR-Geschichtsdrama Die Frau vom Checkpoint Charlie oder dem bekannten Mehrteiler Die schnelle Gerdi.
2003 wurde sie für die Rolle der Haushälterin Heidemarie Hoppe in der ZDF-Familienserie Unser Charly engagiert und wirkte auch in der Fernsehreihe Broti & Pacek – Irgendwas ist immer als Arzthelferin Jolanthe von Domburg mit. Zudem war sie des Öfteren in Gastauftritten von Serien wie Tatort, dem Großstadtrevier, dem Episodenfilm Die Albertis oder mehreren Folgen von Der Landarzt präsent.
Ferner verhalf Böttrich einigen internationalen Stars zur deutschen Stimme wie in einem Teil der Reihe Freitag der 13., der US-amerikanischen Fernsehserie Baywatch oder diversen Figuren in Animations-Produktionen wie Die Schlümpfe oder Die tollen Fußballstars. Außerdem wirkte sie in Hörspielserien wie Ein Fall für TKKG oder Fünf Freunde mit.

## Persönliches
Brigitte Böttrich war mit dem Schauspieler und Sprecher Andreas von der Meden bis zu seinem Tod im April 2017 verheiratet.

## Werk
| - 1989: Der Landarzt - 1994: Jagd um die Welt – schnappt Carmen Sandiego - 1994: Unsere Hagenbecks: Der neue Inspektor - 1995: Heimatgeschichten: Die Prüfung - 1996: Ein flotter Dreier - 1996–1997: Mit einem Bein im Grab - 1997: Einsatz Hamburg Süd - 1998: Leinen los für MS Königstein - 1999, 2001: Alphateam: Zerbrochene Träume, Außenseiter - 2000: Ein Fall für Zwei: Hassliebe - 2001: St. Angela – Die Regel aller Regeln (Fernsehserie, eine Folge) - 2003: Rosa Roth: Die Gedanken sind frei - 2002: Tatort – Schatten - 2002–2004: Broti & Pacek – Irgendwas ist immer - 2003: Die schnelle Gerdi - 2003–2012: Unser Charly - 2004: Die Albertis: Wendepunkte / Hilfe! Eltern! - 2005: Doppelter Einsatz - 2006: Tatort – Schwarzes Herz - 2006: Das Duo – Unter Strom - 2007: Notruf Hafenkante: Große Fische – kleine Fische - 2008: In aller Freundschaft: Augenblick der Liebe - 2009: Koffie to go - 2012: Wilsberg: Aus Mangel an Beweisen (TV-Film) - 2013: Alarm für Cobra 11 - 2013: Danni Lowinski - 2015: Josephine Klick – Allein unter Cops - 2015: In aller Freundschaft – Die jungen Ärzte: Grenzen überwinden - 2017: Alles Klara: Mord im Spukschloss - 2019: Tierärztin Dr. Mertens: Wege zum Glück - 2020: In aller Freundschaft: Ärztin über Nacht | - 1978: Kalte Heimat - 1987: Der Brief - 1988: Reichshauptstadt privat - 1989: Abschied vom falschen Paradies - 1991: Karniggels - 1994: Schlag weiter, kleines Kinderherz - 1997: Das Hochzeitsgeschenk - 1998: Die Metzger - 1999: OA jagt Oberärztin - 2000: Trennungsfieber - 2001: Romeo - 2002: Das Geheimnis meiner Mutter - 2003: Der Mörder ist unter uns - 2004: Liebe in der Warteschleife - 2005: Das Zimmermädchen - 2006: Vineta - 2007: Der Tote in der Mauer - 2008: Wenn wir uns begegnen - 2009: Der Diamentaucher – 30 Karat Liebe - 2013: Eyjafjallajökull – Der unaussprechliche Vulkanfilm (Eyjafjallajökull) - 2014: Alles muss raus – Eine Familie rechnet ab (Fernsehzweiteiler) - 2016: Ein gefährliches Angebot (Fernsehfilm) - 2017: Ein starkes Team – Tod und Liebe |
| - Barbie (Europa) Barbie und die Talk-Show (15) Bettie - Berni, Hardie & Co. Die Geisterburg (5) Mutter - Die drei ??? – Insektenstachel (97) Mrs White - Die drei ??? – Der finstere Rivale (117) Zia - Ein Fall für TKKG Mörderischer Stammbaum (103) Rosa Kovechluser - Ein Fall für TKKG Bei Anruf Angst (120) Beate 2000 - Ein Fall für TKKG Wer stoppt die Weihnachts-Gangster? (134) Angelika von Sulzheim - Ein Fall für TKKG Bankräuber mit Supertrick (142) Jadwiga - Ein Fall für TKKG Oskar und die 7 Zwerge (157) Erna Vogel - Ein Fall für TKKG – Folgen außer der Reihe Die Schatzinsel mit den 7 Rätseln - Fünf Freunde und die gestohlene Briefmarke (35) Mary - Fünf Freunde und das Abenteuer im Schnee (59) Touristin - Tom & Jerry (Europa) Abgestaubt (10) Hundebesitzerin Daisy | - Wendie Malick: Baywatch – Die Rettungsschwimmer von Malibu … als Gayle - Nancy McLoughlin: Freitag der 13. Teil VI – Jason lebt … als Lizbeth - Brenda Vaccaro: Die Schlümpfe … als „Rotznase“ - Caroline Mignon: Amadeus – Director’s Cut - Hiroko Maruyama: Nadine, Stern der Seine … als Bastian - Hiroko Maruyama: Die tollen Fußballstars … als Ryo Ishizaki (jung) - Mossie Smith: Heißer Verdacht … als WPC Maureen Havers |